# Wilfried Van Moer
Wilfried van Moer (ur. 1 marca 1945 w Beveren, zm. 24 sierpnia 2021 w Leuven) – belgijski piłkarz występujący na pozycji napastnika, reprezentant kraju, oraz trener piłkarski, w 1996 selekcjoner reprezentacji.

## Życiorys

### Kariera piłkarska
Był wychowankiem klubu KSK Beveren. W 1965 roku przeniósł się do Royal Antwerp, gdzie początkowo grę w piłkę łączył z pracą elektryka. W barwach tego klubu zdobył – w 1966 roku – koronę króla strzelców ekstraklasy, pierwszą z trzech. Pozostałe dwie wywalczył jako zawodnik Standardu Liège (1969 i 1970), do którego trafił po spadku Royalu z ligi. Właśnie w Standardzie, pod trenerskim okiem Harry'ego Game'a, który przesunął go z pozycji prawego pomocnika do ataku, osiągnął najwięcej sukcesów. Oprócz dwu tytułów najskuteczniejszego strzelca – trzy mistrzostwa kraju i Puchar Ligi. Później był zawodnikiem Beringen FC, ponownie Beveren oraz Sint-Truidense VV. Z reprezentacją Belgii, w której barwach rozegrał 57 meczów, zdobył wicemistrzostwo Europy w 1980 roku oraz dwukrotnie brał udział w mistrzostwach świata: w Mundialu 1970 i 1982; podczas tego drugiego turnieju miał już 37 lat, zresztą do kadry narodowej powrócił po prawie pięcoletniej nieobecności trzy lata wcześniej, w 1979 roku.
W reprezentacji Belgii od 1966 do 1982 roku rozegrał 57 meczów i strzelił 9 goli – wicemistrzostwo Europy 1980 oraz starty w Mundialach 1970 (runda grupowa) i 1982 (druga runda).

### Kariera szkoleniowa
Po zakończeniu kariery piłkarskiej pracował – bez większych sukcesów – w Sint-Truiden, SK Beveren, Assen FC i FC Dienst. W 1995 roku został asystentem ówczesnego selekcjonera reprezentacji Belgii Paula Van Himsta. Po jego rezygnacji w kwietniu 1996 roku przejął stery kadry. Zremisował dwa pierwsze spotkania, towarzyskie z Rosją (0:0) i Włochami (2:2), a następnie wywalczył komplet punktów w dwu grach eliminacji do Mundialu 1998 (2:1 z Turcją i 3:0 z San Marino). Jednak w trzeciej jego podopieczni ulegli 0:3 Holandii i van Moer miesiąc po tej porażce 21 stycznia 1997 roku podał się do dymisji.

## Sukcesy piłkarskie
- mistrzostwo Belgii 1969, 1970 i 1971 oraz Puchar Ligi Belgijskiej 1975 ze Standardem Liège
- król strzelców ligi belgijskiej w 1966, 1969 i 1970